# Ендр
Ендр (фр. Indre) — департамент на заході центральній частині Франції, один з департаментів регіону Центр — Долина Луари. Порядковий номер 36.
Адміністративний центр — Шатору.
Населення 231,14 тис. чоловік (81-е місце серед департаментів, дані 1999 р.).

## Географія
Площа території 6791 км². Через департамент протікає річка Ендр.
Департамент включає 2 округа, 54 кантони і 293 комуни.

## Історія
Ендр — один з перших 83 департаментів, утворених під час Великої французької революції в березні 1790 р. Виник на території колишньої провінції Беррі. Назва походить від річки Ендр.